# Australische Frauen-Cricket-Nationalmannschaft in England in der Saison 1951
Die Tour der australischen Frauen-Cricket-Nationalmannschaft nach England in der Saison 1951 fand vom 19. Mai bis zum 4. August 1951 statt. Die internationale Cricket-Tour war Bestandteil der Internationalen Cricket-Saison 1951 und umfasste drei WTests. Sie beinhaltete die vierte Ausgabe der Women’s Ashes. Die Serie endete 1–1 unentschieden.

## Vorgeschichte
Das letzte Aufeinandertreffen der beiden Mannschaften war in der Saison 1948/49 in Australien.

## Stadien
Die folgenden Stadien wurden für die Tour ausgewählt.
| Stadion                  | Stadt       | Kapazität | Spiele   |
| ------------------------ | ----------- | --------- | -------- |
| The Oval                 | London      |           | 3. WTest |
| North Marine Road Ground | Scarborough |           | 1. WTest |
| Worcester                | Worcester   |           | 2. WTest |

## Kaderlisten
Die folgenden Kader kamen bei der Tour zum Einsatz.
| WTest | WTest |
| England | Australien |
| --- | --- |
| - Myrtle Maclagan (K) - Betty Birch - Mary Duggan - Annie Geeves - Molly Hide - Mary Johnson - Winifred Leech - Margaret Lockwood (wk) - Dorothy McEvoy - Grace Morgan (wk) - Barbara Murrey - Cecilia Robinson - Hazel Sanders - Mary Spry - Joan Wilkinson | - Mollie Dive (K) - Mary Allitt - Valma Batty - Myrtle Baylis - Ruth Dow - Amy Hudson - June James - Mavis Jones - Lorna Larter (wk) - Dot Laughton - Una Paisley - Gladys Phillips - Joan Schmidt - Alma Vogt - Norma Whiteman - Betty Wilson |

## Tests

### Erster WTest in Scarborough
| 16. – 20. Juni Scorecard | Scarborough | England 283 (154) & 178-8d (75.3) | – | Australien 248 (98) & 111-2 (47) |
|                          |             | Remis                             |   |                                  |

England gewann den Münzwurf und entschied sich als Schlagmannschaft zu beginnen. Für sie bildeten die Eröffnungs-Batterinnen Myrtle Maclagan und Cecilia Robinson eine Partnerschaft. Maclagan schied nach einem Fifty über 56 Runs aus und nachdem Winifred Leech 15 Runs erreicht hatte, bildete Robinson eine Partnerschaft mit Hazel Sanders. Robinson verlor dann ihr Wicket nach einem Century über 105 Runs und Sanders fand mit Mary Spry eine weitere Partnerin. Nachdem Hazel nach 53 Runs ausgeschieden war, endete der Tag beim Stand von 260/8. Nach einem Ruhetag beendete Spry das Innings ungeschlagen nach 21* Runs. Beste australische Bowlerinnen mit jeweils zwei Wickets waren Amy Hudson (für 21 Runs), Una Paisley (für 34 Runs), Myrtle Baylis (für 56 Runs) und Betty Wilson (für 59 Runs). Für Australien bildeten Mary Allitt und Amy Hudson eine Partnerschaft. Allitt schied nach 30 runs aus und wurde gefolgt durch Valma Batty die 31 Runs erzielte. Nachdem Hudson eine weitere Partnerschaft zusammen mit Betty Wilson bildete, schied sie nach einem Half-Century über 70 Runs aus. An der Seite von Wilson erzielte Norma Whiteman 10 Runs, bevor Wilson das letzte Wicket des Innings nach ein em Fifty über 81 Runs verlor. Damit hatte Australien einen Rückstand von 35 Runs. Beste englische Bowlerin war Myrtle Maclagan mit 5 Wickets für 43 Runs. Am dritten Spieltag eröffneten Myrtle Maclagan und Cecilia Robinson am Schlag für England. Maclagan verlor nach 35 Runs ihr Wicket und wurde gefolgt von Wilkie Wilkinson. Robinson schied nach 36 Runs aus, woraufhin Hazel Sanders ins Spiel kam. Nachdem Wilkinson 20 Runs erreichte und Sanders nach 14 Runs ausschied, formten Barbara Murrey und Mary Duggan eine Partnerschaft. Nachdem Murray nach 33 ausschied deklarierte England das Innings und setzte so eine Vorgabe von 214 Runs. Duggan hatte bis dahin 21 Runs erzielt. Beste australische Bowlerinnen waren Myrtle Baylis mit 2 Wickets für 39 Runs und Betty Wilson mit 2 Wickets für 55 Runs. Für Australien bildeten Amy Hudson und Joan Schmidt eine Partnerschaft. Nachdem Schmidt 31 Runs erreicht hatte, beendete Hudson zusammen mit Valma Batty den Tag, ohne die Vorgabe zu erreichen. Hudson hatte zu diesem Zeitpunkt 48* Runs erreicht und Batty 22* Runs. Das englische Wicket erzielte Winifred Leech.

### Zweiter WTest in Worcester
| 30. Juni – 4. Juli Scorecard | Worcester | England 158 (73.3) & 120 (55.3)  | – | Australien 120 (72.2) & 160-8 (60.5) |
|                              |           | Australien gewinnt mit 2 Wickets |   |                                      |

England gewann den Münzwurf und entschied sich als Schlagmannschaft zu beginnen. Für sie bildete Eröffnungs-Batterin Cecilia Robinson zusammen mit Mary Duggan eine Partnerschaft. Robinson schied nach 15 Runs aus und an der Seite von Duggan folgte Hazel Sanders. Duggan verlor ihr Wicket dann nach 20 Runs und Sanders nach 24 Runs. Daraufhin bildeten Barbara Murrey und Dorothy McEvoy eine weitere Partnerschaft. McEvoy schied nach 16 Runs aus, während Murray das Innings ungeschlagen nach 39* Runs beendete. Beste australische Bowlerin war Betty Wilson mit 3 Wickets für 40 Runs. Für Australien konnte sich Eröffnungs-Batterin Joan Schmidt etablieren und an ihrer Seite erreichte Amy Hudson 10 Runs. Der Tag endete beim Stand von 65/4. Nach einem Ruhetag bildete Schmidt eine Partnerschaft mit Betty Wilson, bevor sie nach 42 Runs ihr Wicket verlor. Wilson beendete dann das Innings ungeschlagen mit 41* Runs, und Australien hatte einen Rückstand von 38 Runs. Beste englische Bowlerin war Mary Duggan mit 5 Wickets für 40 Runs. Für England bildeten Myrtle Maclagan und Winifred Leech eine Partnerschaft. Leech schied nach 12 Runs aus und wurde gefolgt von Mary Duggan. Nachdem Maclagan nach 23 Runs ihr Wicket verloren hatte, fand Duggan mit Barbara Murrey eine weitere Partnerin. Duggan schied dann nach 23 Runs aus und Murray verlor das letzte Wicket nach 34 Runs, womit sie Australien eine Vorgabe von 159 Runs setzte. Beste englische Bowlerinnen waren Betty Wilson mit 4 Wickets für 42 Runs und Norma Whiteman mit 3 Wickets für 34 Runs. Für Australien bildeten Joan Schmidt und Mary Allitt eine erste Partnerschaft. Allitt schied nach 13 Runs aus und wurde durch Betty Wilson ersetzt. Nachdem Schmidt 27 Runs erreicht hatte, endete der Tag beim Stand von 59/3. Am dritten Spieltag bildete Wilson eine Partnerschaft mit Mollie Dive. Wilson verlor ihr Wicket nach 35 Runs und Dive fand mit Valma Batty eine weitere Partnerin, bevor sie nach 33 Runs ausschied. Nachdem Batty 14 Runs erreicht hatte, konnte Norma Whiteman mit 25* Runs die Vorgabe einholen. Beste englische Bolwerin war Mary Duggan mit 4 Wickets für 67 Runs.

### Dritter WTest in London
| 28. Juli – 1. August Scorecard | London (Oval) | England 238 (98) & 174-4 (74) | – | Australien 192 (110) & 83 (59.4) |
|                                |               | England gewinnt mit 137 Runs  |   |                                  |

England gewann den Münzwurf und entschied sich als Schlagmannschaft zu beginnen. Für sie bildeten die Eröffnungs-Batterinnen Myrtle Maclagan und Cecilia Robinson eine Partnerschaft. Robinson schied nach 32 Runs aus und wurde durch Molly Hide gefolgt. Maclagan erreichte ein Fifty über 59 Runs und Hide fiand mit Hazel Sanders eine weitere Partnerin. Nachdem Hide nach 65 Runs ausgeschieden war, verlor auch Sanders nach 26 Runs ihr Wicket. Ihnen folgte Mary Duggan mit 11 Runs und Barbara Murrey mit 19 Runs, die so die Vorgabe auf 239 Runs erhöhten. Beste australische Bowlerinnen waren Norma Whiteman mit 4 Wickets für 56 Runs und Betty Wilson mit 3 Wickets für 27 Runs. Für Australien bildete Joan Schmidt zusammen mit Mary Allitt eine Partnerschaft, und sie beendeten den Tag beim Stand von 24/0. Nach einem Ruhetag schieden beide Spielerinnen nach jeweils 26 Runs aus. Ihnen folgte Amy Hudson, an deren Seite Una Paisley 15 Runs erzielte, bevor sie eine Partnerschaft mit Valma Batty bildete. Hudson verlor ihr Wicket nach 30 Runs und nachdem Lorna Larter 10 runs erreicht hatte, schied auch batty nach 23 Runs aus. Die hineinkommende Norma Whiteman konnte dann mit 36* Runs den Rückstand von 46 Runs verkürzen. Beste englische Bowlerin war Mary Duggan mit 4 Wickets für 74 Runs. Für England verloren dann Cecilia Robinson nach 10 und Myrtle Maclagan nach 16 Runs ihr Wicket, bevor der Tag beim Stand von 39/2 endete. Am dritten Spieltag formte Molly Hide zusammen mit Mary Spry eine Partnerschaft. Nachdem Hide nach 42 Runs ausgeschieden war, folgte ihr Hazel Sanders. Spry verlor nach 35 Runs ihr Wicket und nachdem Mary Duggan 23 Runs erreichte formte Sanders eine Partnerschaft mit Betty Birch. Sanders schied dann nach 24 Runs aus und als Birch 14* Runs erreicht hatte deklarierte England mit einer Vorgabe von 221 Runs das Innings. Beste australische Bowlerinnen mit jeweils zwei Wickets waren June James (für 33 Runs), Una Paisley (für 34 Runs) und Betty Wilson (für 44 Runs). Australien verlor dann früh drei Wickets, bevor Betty Wilson 11 Runs erreichte. Valma Batty und Amy Hudson bildeten dann eine Partnerschaft, wobei Barry nach 14 Runs ihr Wicket verlor. An der Seite von Hudson konnte dann noch Mavis Jones 17 Runs erreichen, bevor sie nach 17 Runs das letzte Wicket verlor. Hudson hatte bis dahin ebenfalls 17* Runs erreicht. Beste englische Bowlerin war Mary Duggan mit 5 Wickets für 30 Runs.

## Statistiken
Die folgenden Cricketstatistiken wurden bei dieser Tour erzielt.
| Tests            | Tests      | Tests   | Tests   | Tests   | Tests   | Tests   | Tests   | Tests   |
| Batting          | Batting    | Batting | Batting | Batting | Batting | Batting | Batting | Batting |
| Spieler          | Mannschaft | Spiele  | Innings | Runs    | Average | HS      | 100s    | 50s     |
| ---------------- | ---------- | ------- | ------- | ------- | ------- | ------- | ------- | ------- |
| Cecilia Robinson | England    | 3       | 6       | 201     | 33,50   | 105     | 1       | 0       |
| Myrtle Maclagan  | England    | 3       | 6       | 198     | 33,00   | 59      | 0       | 2       |
| Betty Wilson     | Australien | 3       | 5       | 175     | 43,75   | 81      | 0       | 1       |
| Amy Hudson       | Australien | 3       | 6       | 175     | 43,75   | 70      | 0       | 1       |
| Hazel Sanders    | England    | 3       | 6       | 141     | 23,50   | 53      | 0       | 1       |
| Bowling          |            |         |         |         |         |         |         |         |
| Spieler          | Mannschaft | Spiele  | Overs   | Wickets | Average | BBI     | 5W      | 10W     |
| Mary Duggan      | England    | 3       | 119.2   | 20      | 11,95   | 5/30    | 2       | 0       |
| Betty Wilson     | Australien | 3       | 118.3   | 16      | 16,68   | 4/42    | 0       | 0       |
| Norma Whiteman   | Australien | 3       | 141.3   | 12      | 21,91   | 4/56    | 0       | 0       |
| Myrtle Maclagan  | England    | 3       | 94.5    | 11      | 14,18   | 5/43    | 1       | 0       |
| Myrtle Baylis    | Australien | 3       | 78.0    | 7       | 18,71   | 2/24    | 0       | 0       |